# Vsevolod Kaškin
Vsevolod Sergeevič Kaškin (in russo Всеволод Сергеевич Кашкин?; traslitterazione anglosassone Vsevolod Sergeyevich Kashkin; Mosca, 8 giugno 1998) è uno slittinista russo.

## Biografia
Ha iniziato a competere nel 2014 per la nazionale russa nelle varie categorie giovanili sia nella specialità del singolo che in quella del doppio. Specializzatosi nella disciplina biposto e gareggiando in coppia con Konstantin Koršunov, Kaškin conquistò quattro medaglie ai campionati mondiali juniores, di cui una d'oro nella gara a squadre e una d'argento nel doppio a Sigulda 2017, una d'argento a squadre e una di bronzo nel doppio ad Altenberg 2018.

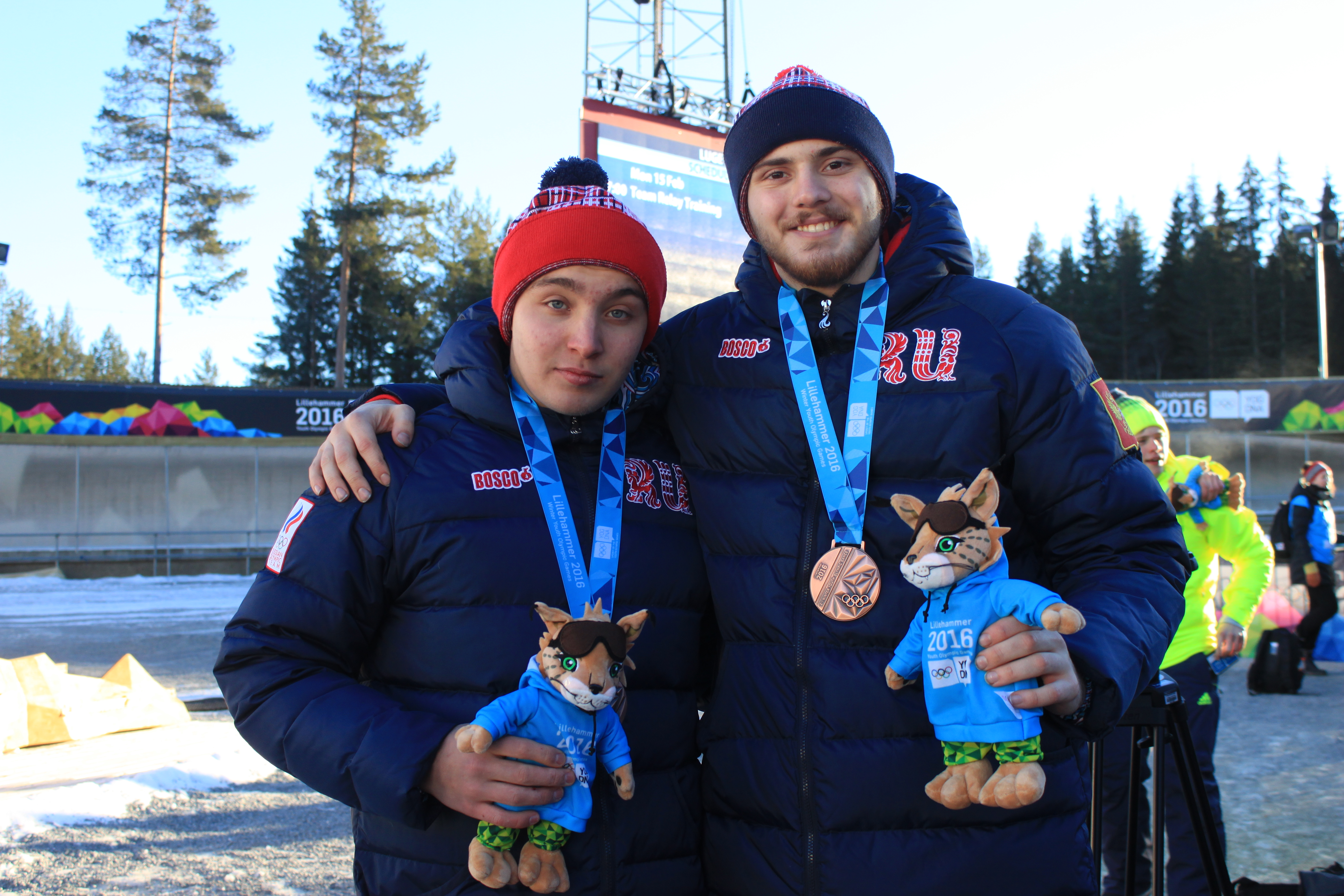
Kaškin (a destra) e Konstantin Koršunov con la medaglia di bronzo vinta nel doppio alle Olimpiadi giovanili di Lillehammer 2016

Completano il suo palmarès giovanile una medaglia d'argento e una di bronzo vinte alle Olimpiadi giovanili di Lillehammer 2016, rispettivamente nella staffetta mista e nel doppio e un argento ottenuto agli europei juniores di Winterberg 2018. Ha inoltre vinto la classifica finale della Coppa del Mondo juniores nel 2017/18.
A livello assoluto ha esordito in Coppa del Mondo nella stagione 2018/19, il 24 novembre 2018 a Innsbruck, dove giunse 21º nel doppio. Ottenne il suo primo podio nonché la sua prima vittoria il 1º dicembre 2018 a Whistler nella gara a squadre con Koršunov, Tat'jana Ivanova e Semën Pavličenko. In classifica generale come miglior risultato si è piazzato al nono posto nella specialità del doppio nel 2018/19.

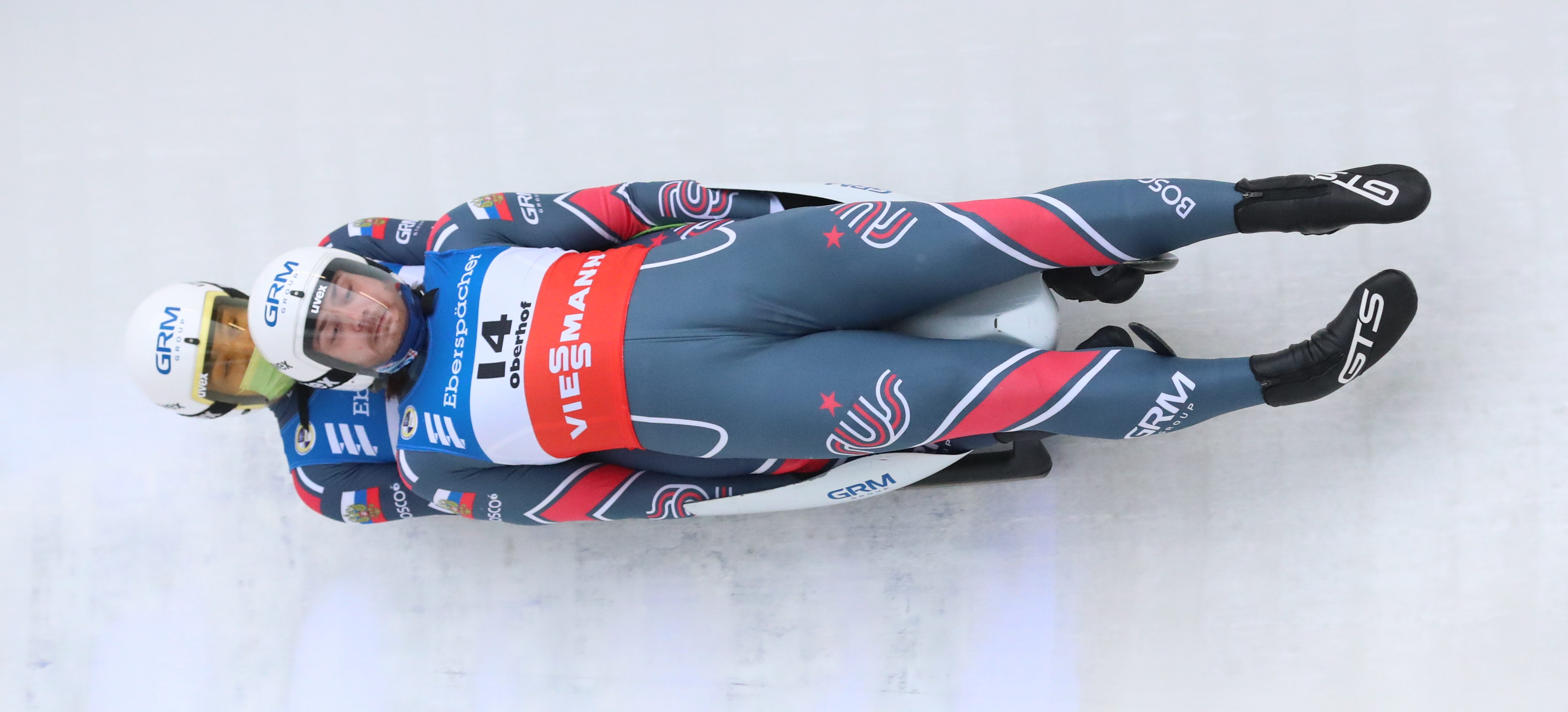
Kaškin (davanti) e Koršunov in gara a Oberhof nel 2021

Ha preso parte a tre edizioni dei campionati mondiali. Nel dettaglio i suoi risultati nelle prove iridate sono stati, nel doppio: decimo a Winterberg 2019, quarto a Soči 2020 e squalificato a Schönau am Königssee 2021; nel doppio sprint: sesto a Winterberg 2019, quinto a Soči 2020 e dodicesimo a Schönau am Königssee 2021. Nelle edizioni del 2019 e del 2020 ha conseguito inoltre la medaglia d'oro nel doppio nella speciale classifica riservata agli atleti under 23.
Agli europei ha vinto la medaglia d'oro nella prova a squadre a Sigulda 2021, mentre nel doppio ha raggiunto quale miglior piazzamentoi l'undicesimo posto a Lillehammer 2020 e in quella stessa edizione si è aggiudicato l'argento biposto nella speciale classifica riservata agli atleti under 23, medaglia che bissò anche l'anno successivo nella rassegna di Sigulda 2021.

## Palmarès

### Europei
- 1 medaglia:
  - 1 oro (gara a squadre a Sigulda 2021).

### Mondiali under 23
- 2 medaglie:
  - 2 ori (doppio a Winterberg 2019; doppio a Soči 2020).

### Europei under 23
- 2 medaglie:
  - 2 argenti (doppio a Lillehammer 2020; doppio a Sigulda 2021).

### Mondiali juniores
- 4 medaglie:
  - 1 oro (gara a squadre a Sigulda 2017);
  - 2 argenti (doppio a Sigulda 2017; gara a squadre ad Altenberg 2018);
  - 1 bronzo (doppio ad Altenberg 2018).

### Europei juniores
- 1 medaglia:
  - 1 argento (doppio a Winterberg 2018).

### Olimpiadi giovanili
- 2 medaglie:
  - 1 argento (gara a squadre a Lillehammer 2016);
  - 1 bronzo (doppio a Lillehammer 2016).

### Coppa del Mondo
- Miglior piazzamento in classifica generale nel doppio: 9º nel 2018/19.
- 7 podi (1 nel doppio, 1 nel doppio sprint, 4 nelle gare a squadre):
  - 2 vittorie (nella gara a squadre);
  - 5 terzi posti (2 nel doppio, 1 nel doppio sprint, 2 nelle gare a squadre).

#### Coppa del Mondo - vittorie
| Data             | Luogo    | Paese    | Disciplina                                                                  |
| ---------------- | -------- | -------- | --------------------------------------------------------------------------- |
| 1º dicembre 2018 | Whistler | Canada   | Gara a squadre con Tat'jana Ivanova, Semën Pavličenko e Konstantin Koršunov |
| 10 gennaio 2021  | Sigulda  | Lettonia | Gara a squadre con Tat'jana Ivanova, Semën Pavličenko e Konstantin Koršunov |

### Coppa del Mondo juniores
- Vincitore della Coppa del Mondo juniores nella specialità del doppio nel 2017/18.

### Coppa del Mondo giovani
- Miglior piazzamento in classifica generale nel singolo: 30º nel 2014/15.
- Miglior piazzamento in classifica generale nel doppio: 4º nel 2014/15.